# Турбиго
Турбѝго (на италиански: Dicomano, на западноломбардски: Türbigh, Тюрбиг) е градче и община в Северна Италия, провинция Милано, регион Ломбардия. Разположено е на 146 m надморска височина. Населението на общината е 7485 души (към 2010 г.).